# 中華民國—吉爾吉斯關係
中華民國與吉爾吉斯共和國無官方外交關係，目前也沒有在對方首都互設具大使館功能的代表機構。對吉爾吉斯的相關事務由臺北莫斯科經濟文化協調委員會駐莫斯科代表處、駐安卡拉臺北經濟文化代表團共同管轄。

## 政治

### 外交

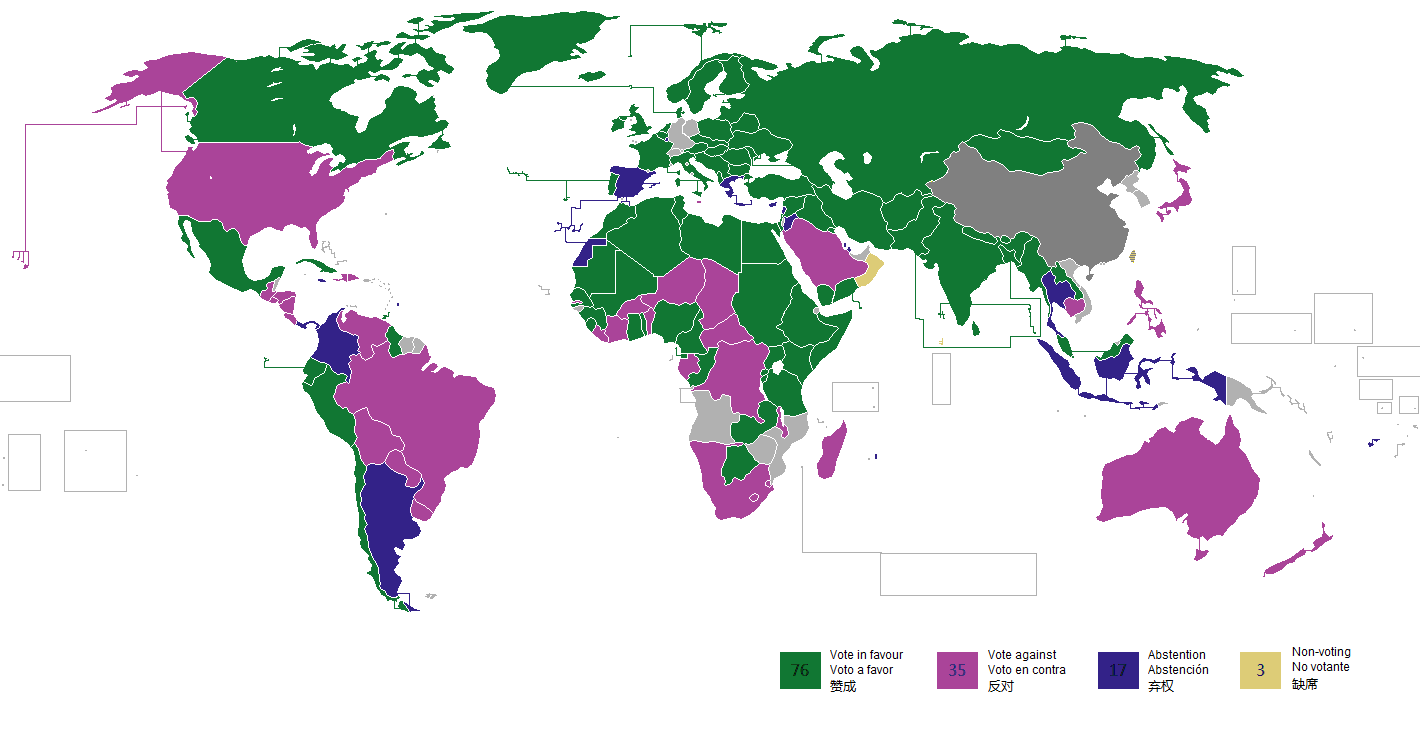
綠色國家表示在1971年的投票中反對中華民國續留聯合國，即《聯合國大會2758號決議》，吉爾吉斯當時是蘇聯的加盟共和國（吉爾吉斯蘇維埃社會主義共和國），由蘇聯作為主權國家參與投票。

1916年，俄羅斯帝國對反抗運動的鎮壓，使不少吉爾吉斯民族從中亞遷徙至新成立的中華民國（北洋政府）。
2013年10月，吉爾吉斯前經濟部長Emil Umetaliev、前教育部長Camilla Sharshekeeva抵臺訪問。
2014年11月，中華民國駐俄羅斯代表處代表陳俊賢等人前往轄區的吉爾吉斯訪問，除順利成立該國國會友臺小組外，亦向商工總會面交中華民國國際經濟合作協會與俄羅斯、哈薩克簽署之合作協議影本，希望吉爾吉斯循此模式與臺灣簽署並進而召開雙邊經濟合作會議。但商工總會表示該會僅與有正式外交關係國家之機構簽署合作協議。
2015年4月，吉爾吉斯國會副議長Bodosh Mamyrova率團訪臺。
2016年12月28日，吉爾吉斯國會副議長阿利別科夫傳出因在12月21日訪台與立法院長蘇嘉全見面，在中華人民共和國向吉爾吉斯外交部抗議後就自行辭職。阿利別科夫告訴媒體“國家利益高於個人利益，需要注意與中國加強關係”，吉國議長圖爾松別科夫於29日當天即表示，“這起會面違反了吉爾吉斯與中國於2002年的睦鄰條約”。其中規定吉爾吉斯承認世界只有一個中國，中華人民共和國是代表中國唯一合法政府，台灣是中國不可分割的一部分。此外，這起會面就觀光、產業和農業洽談合作，並無討論政治問題或簽署官方文件。

## 經濟

### 貿易
| 年分 | 貿易總額   | 貿易總額 | 貿易總額 | 出口至吉爾吉斯 | 出口至吉爾吉斯 | 出口至吉爾吉斯 | 自吉爾吉斯進口 | 自吉爾吉斯進口 | 自吉爾吉斯進口 | 順逆差 |
| 年分 | 金額       | 年增減   | 排名     | 金額           | 年增減         | 排名           | 金額           | 年增減         | 排名           | 順逆差 |
| ---- | ---------- | -------- | -------- | -------------- | -------------- | -------------- | -------------- | -------------- | -------------- | ------ |
| 2017 | 1,210,288  | ▼49.8%   | 186      | 1,103,987      | ▼44.7%         | 176            | 106,301        | ▼74.3%         | 190            | 順差▼  |
| 2018 | 1,597,581  | ▲32.0%   | 178      | 1,073,180      | ▼2.8%          | 174            | 524,401        | ▲393.3%        | 159            | 順差▼  |
| 2019 | 2,090,761  | ▲30.9%   | 180      | 1,952,797      | ▲82.0%         | 163            | 137,964        | ▼73.7%         | 186            | 順差▲  |
| 2020 | 1,408,843  | ▼32.6%   | 181      | 1,328,303      | ▼32.0%         | 168            | 80,540         | ▼41.6%         | 186            | 順差▼  |
| 2021 | 1,581,725  | ▲12.3%   | 188      | 1,415,576      | ▲6.6%          | 173            | 166,149        | ▲106.3%        | 181            | 順差▲  |
| 2022 | 6,356,089  | ▲301.8%  | 164      | 6,134,316      | ▲333.3%        | 142            | 221,773        | ▲33.5%         | 174            | 順差▲  |
| 2023 | 16,278,309 | ▲156.1%  | 132      | 16,256,399     | ▲165.0%        | 114            | 21,910         | ▼90.1%         | 201            | 順差▲  |
| 2024 | 17,819,466 | ▲9.5%    | 132      | 17,814,486     | ▲9.6%          | 107            | 4,980          | ▼77.3%         | 214            | 順差▲  |

2023年的兩國貿易項目如下：
出口至吉爾吉斯的前10大項目為：計量或檢查用儀器與器具、定型投影機；自動資料處理機及其附屬單元、磁性或光學閱讀機；縫紉機與專用配備；電話機（包括智能手机），以及其他傳輸或接收聲音、圖像之有線或无线网络通訊器具；示波器、频谱分析仪與其他供計量或檢查電量之儀器與器具，供計量或偵測X光、阿爾法、貝他、伽馬放射線、宇宙或其他離子輻射線用之儀器與器具；特定用途機器之零件與附件；金屬加工用綜合加工機、單體結構機與多站聯製機；切削金屬用車床；变压器、靜電式變流器與電感器；碟片、磁带、固態非揮發性儲存裝置、智慧卡與其他錄音或錄製之媒體等。
自吉爾吉斯進口的項目為：塑料板、片、箔、薄膜與扁條；特殊物品，含進口未超過5萬新臺幣之小額報單與其他零星物品；鑄模用之粘合劑、化學製品；乾果、坚果或乾果實之混合物；箱盒袋類容器等。

### 投資
截至2023年，兩國無互相直接投資紀錄。

### 會展
2016年4月，中華民國對外貿易發展協會（外貿協會）籌組「中亚新兴市场拓銷團」，率領20家臺灣業者前往吉爾吉斯首都比什凯克考察與舉辦貿易洽談會。
2018年11月，中華民國駐俄羅斯代表處經濟組與中華民國國際經濟合作協會（國經協會）前往吉爾吉斯，與該國青年企業家協會舉辦「臺吉（爾吉斯）企業论坛」。
2019年9月，駐俄羅斯代表處經濟組前往吉爾吉斯出席歐亞經濟同盟週論壇（Eurasian Week Forum）。

## 簽證

持中華民國護照的中華民國國民簽證要求分布圖：入境吉爾吉斯需要簽證。

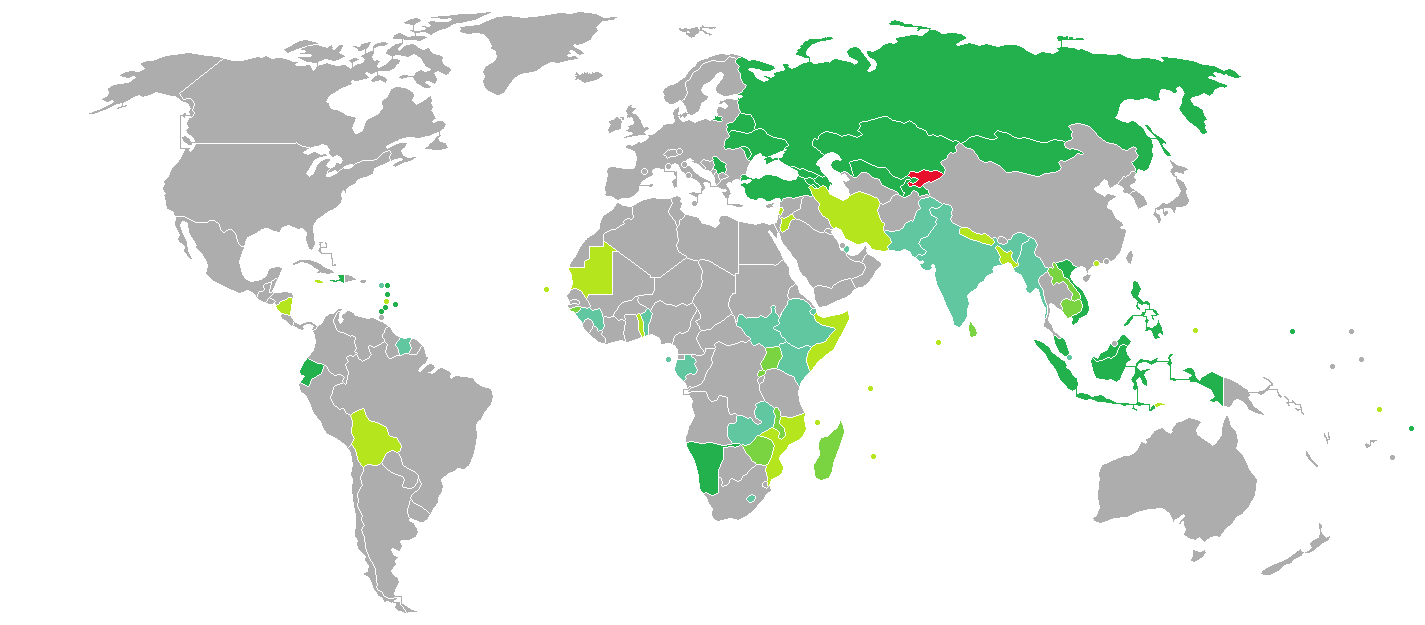
持吉爾吉斯護照的吉爾吉斯人口簽證要求分布圖：入境中華民國需要簽證。

兩國國民皆須申請簽證方可入境對方國家。持有中華民國護照與邀請函的中華民國國民可至鄰近國家的吉爾吉斯駐外大使館辦理簽證。經吉爾吉斯轉機，若未離開機場轉機區，無須申辦過境簽證。
持有吉爾吉斯護照的吉爾吉斯國民抵台參加由中央政府機關主辦、協辦或贊助之國際會議、運動賽事、商展或其他活動，則可以電子簽證入境中華民國，停留最多30天並不得延期。

## 交通

### 航空
資料截至2023年6月18日

#### 客運
兩國無直航班機，可經由（不計航點遠近）：
- 台北→西安[註 2]、烏魯木齊、首爾-仁川、普吉（季節性包機飛吉爾吉斯）、德里、杜拜、伊斯坦堡，再轉機前往吉爾吉斯的國際機場（英语：List of airports in Kyrgyzstan）。
- 臺中→首爾-仁川→吉爾吉斯。
- 高雄→首爾-仁川→吉爾吉斯。
- 花蓮→首爾-仁川（包機飛花蓮）→吉爾吉斯。

#### 貨運
| 中華民國 |                          |
| -------- | ------------------------ |
| 臺北     | 瑪納斯（土耳其航空貨運） |

## 外部連結
- 中華民國外交部－吉爾吉斯共和國簡介 （页面存档备份，存于）
- 臺北莫斯科經濟文化協調委員會駐莫斯科代表處
- 駐安卡拉台北經濟文化代表團
- 外交部領事事務局－國外旅遊警示分級表
- 中華民國衛生福利部－國際旅遊疫情建議等級
- 中華民國國際經濟合作協會 （页面存档备份，存于）
- 吉爾吉斯家扶中心的Facebook專頁